# 青林書院
青林書院（せいりんしょいん）は、東京都文京区本郷に本社を置く法律専門図書を出版する日本の出版社。会社名は安倍能成が命名した。

## 沿革
- 1954年（昭和29年）3月15日 設立
- 1961年（昭和36年） 青林書院新社に改称
- 1984年（昭和59年） 青林書院に改称

## 出版物

### 新・裁判実務大系
裁判官など法律事務家が執筆している書籍が多い。
- 山﨑恒、山田俊雄編『民事執行法』（2001年）
- 門口正人、須藤典明編『民事保全法』（2002年）
- 園尾隆司、中島肇編『破産法』（2000年）
- 門口正人、西岡清一郎、大竹たかし編 『会社更生法・民事再生法』（2004年）
- 門口正人編『会社訴訟・商事仮処分・商事非訟』（2001年）

### 現代法律学全集
有斐閣の法律学全集、筑摩書房の現代法学全集、弘文堂の法律学講座双書と並ぶ全集だが、改訂作業中の書籍を除き、続刊の刊行を中止した。比較的最近改訂されたものには次のものがある。
- 北沢正啓『会社法〔第六版〕』（2001年）
- 中野貞一郎『民事執行法〔増補新訂六版〕』（2010年）
- 小山昇『民事訴訟法〔新版〕』（2001年）
- 矢崎光圀『法哲学』（2000年）
- 小島武司『仲裁法』（2000年）